# Jang Dae-hyun
Jang Dae-hyun (* 1998 Südkorea) ist ein südkoreanischer Karambolagespieler.

## Karriere
Sein erstes internationales Turnier spielte er im heimischen Cheongju beim Dreiband-Weltcup im September und kam bei einem Teilnehmerfeld von 128 Spielern auf den 89. Platz. 2018 nahm Jang erstmals an einer Weltmeisterschaft für Junioren teil. Als Gruppensieger kam er in die Hauptrunde (Viertelfinale). Dort konnte er sich mit 35:26 gegen den Franzosen Maxime Panama durchsetzen. Im Halbfinale traf er auf den Vorjahressieger Carlos Anguita aus Spanien, konnte diesen mit 35:25 schlagen und musste nun im Finale gegen den Juniorenweltmeister von 2016, Cho Myung-woo, ebenfalls aus Südkorea, antreten. Er unterlag ihm mit 18:35.
Im September 2019 konnte er sich aus einem Feld von 104 Qualifikanten ins Hauptturnier der Survival 3C Masters spielen. In der Qualifikationsrunde traf er in Gruppe A auf Semih Saygıner, Nikos Polychronopoulos und Cho Myung-woo, die er in dieser Reihenfolge hinter sich ließ und direkt ins Viertelfinale einziehen konnte. In Gruppe P trug er erneut den Gruppensieg davon, punktgleich vor dem Spanier Daniel Sánchez, danach folgten der Weltranglistenerste und Weltmeister Dick Jaspers aus den Niederlanden und Dion Nelin aus Dänemark. Es ist sein erster Halbfinaleinzug bei diesem hochdotierten Einladungsturnier.

## Erfolge
- Dreiband-Weltmeisterschaft der Junioren:  2018

Quellen: